# Scytodes itapevi
Scytodes itapevi är en spindelart som beskrevs av Antonio D. Brescovit och Cristina A. Rheims 2000. Scytodes itapevi ingår i släktet Scytodes och familjen spottspindlar. Inga underarter finns listade i Catalogue of Life.